# Bázis (kémia)
Bázisnak, lúgnak vagy aljnak nevezzük a hétköznapi életben azokat a vegyületeket, amelyek vízben oldódva hidroxidiont szabadítanak fel, ezáltal a vizes oldat kémhatását növelik (7,0 pH-nál nagyobb lesz).
A bázisok protonátadással való reakció során protont vesznek fel, vizes oldatuk lúgos kémhatású.
A kémiában bázisnak tekintjük azokat a molekulákat vagy ionokat, amelyek protont (H+ iont) vesznek fel egy másik molekulától, vagy iontól (savtól/víztől), vagy elektronpárt adnak át annak. (Lásd még: sav-bázis elméletek.) A bázisok speciális formái a lúgok, melyek vízbe kerülve hidroxidionokat (OH-) adnak le.
Savak és bázisok ellentétes karakterű anyagok tehát, reakciójukból keletkeznek a sók (közömbösítés, semlegesítés).
A bázisok vizes oldatát lúgoknak nevezzük.

## Bázisok megnevezése
A bázisok megnevezésekor az összetételében részt vevő fém neve után tesszük a "hidroxid" szót. Ha a fém vegyértékkel képez hidroxidot, akkor megadjuk a vegyértékét is.

## A név eredete
A középkori vegyészek illékonynak neveztek egy savat, ha az hevítve elpárolgott. Ha ezt bázissal nem illékony sóvá alakították, akkor azt mondták, „a sav megtalálta bázisát”. A bázis szó görögből ered: baszisz (βάσις) azt jelenti: alap.

## Tulajdonságok
A bázisok vízben különböző mértékben oldható anyagok, az oldatok kémhatását emelik. (Az erős lúgok általában vízben jól oldódnak.) Híg vizes oldatuk íze többnyire jellegzetesen keserű. A töményebb lúgoldatok tapintása síkos, szappanszerű, maró hatásúak. A kémhatás emelése a protonfelvételnek/hidroxidion-leadásnak köszönhető:
B + H2O → BH+ + OH-
Illetve:
NaOH → Na + + OH-
Ahol: B jelöli a tetszőleges bázist, BH+ a protolizált bázis, mely a protont a disszociáló vízmolekulától veszi fel, OH- pedig a hidroxidion.
Az első egyenletben a bázis által felvett proton (hidrogénion) a víz autoprotolíziséből (disszociációjából) származik, mely az alábbiak szerint a tiszta vízben is végbemegy:
H2O → H+ + OH-
(De mivel a fenti reakcióban a csekély számban keletkező protonok, illetve hidroxidionok mennyisége megegyezik, a tiszta víz kémhatása semleges, pH=7)
A bázisok vizes oldata jól vezeti az elektromos áramot (például nátrium- vagy kálium-hidroxid az alkáli-elemekben), azaz elektrolit.
A bázisok szilárd anyagok, amelyek lehetnek:
- fehérek: nátrium-hidroxid, kálium-hidroxid, kalcium-hidroxid
- más színűek: réz-hidroxid (kék), nikkel-hidroxid (zöld), vas-hidroxid (rozsdabarna)

## Példák
A legismertebb bázisok (lúgok):
- nátrium-hidroxid, vagy nátronlúg (az összes alkáli- és alkáliföldfém hidroxidja erős vagy nagyon erős bázis)
- nátrium-karbonát ("szóda")
- nátrium-hidrogén-karbonát ("szódabikarbóna", sütőpor)
- ammónia (szalmiákszesz)
- magnézium-oxid ("magnézia", nem oldódik vízben)